# Pierre Jacques Osten
Pour les articles homonymes, voir Osten.
Pierre-Jacques Osten, né à Menin, dans la Flandre-Occidentale le 4 avril 1759, mort le 16 mars 1814, à Hambourg (Allemagne), est un général belge de la Révolution et de l’Empire.

## Biographie
Lorsque les Belges, armés pour la défense de leurs droits, opposèrent toutes leurs forces aux troupes de l’empereur d'Autriche, il prend une part active aux mouvements qui agitent les Pays-Bas autrichiens, et il est fait sous-lieutenant au 1er régiment de chasseurs de Namur par les États assemblés, le 21 novembre 1789.
Employé à l’armée de Brabant, sous les ordres de Vander Mersch, il s’y fait remarquer et y devient capitaine le 1er avril 1790. Au premier cri de guerre qui se fait entendre sur nos frontières menacées par les coalisés, il quitte sa patrie, et choisit la France pour la remplacer. C'est dans les rangs de ses frères adoptifs qu’il va combattre les Autrichiens à l’armée du Nord, commandée par Luckner. Le 3 août 1792, il est nommé chef de bataillon des chasseurs français, ci-devant belges, dans la division du général Rosières.
À la tête de 400 chasseurs belges et de 100 hussards d’Esterhazy, il se rend maître successivement de Pont-Rouge, Warneton, Comines et Wervik, sur la rive gauche de la Lys (pays autrichien), puis, s’empare du pont de cette dernière place, selon les intentions du maréchal, qui le traverse au point du jour avec son armée. Il reçoit l'ordre de se rendre à la division Valence, et concourt à la prise de Courtrai, et enlève avec son détachement la première pièce de canon qui est prise pendant la campagne.
Passé dans la division Jarry, il s’y fait bientôt remarquer en emportant les villages de Harelbeke, de Kuurne, et en brûlant le pont sur la Lys, position qu’il occupe jusqu’au 1er juillet. Il sert ensuite sous les ordres du général La Bourdonnaye. Pendant le bombardement de Lille, il reprend Quesnoy-sur-Deûle, marche sur Deûlémont et Pont-Rouge, dont il s’empare, et s’y maintient malgré les différentes attaques de l’ennemi. Le 4 novembre de la même année, il part du camp de Cysoing, entre en Belgique pour la seconde fois, reprend Wervik, passa par le Pont-Rouge, et arriva devant la place de Warneton où il attaque l’ennemi, le met en déroute et lui fait 40 prisonniers.
Nommé chef de brigade de deux bataillons de chasseurs belges le 1er janvier 1793, il commande, à l’époque de l’invasion de la Belgique, les troupes du général Lamarlière. Après la reddition du château d’Anvers, au siège duquel il a combattu, il passe avec ses troupes sous les ordres du général Beurnonville, concourt à la prise de Klundert et assiste au bombardement de Willemstad. Chargé du commandement de l’arrière-garde, lors de la retraite de l’armée, il prend position à Steenvoorde, près de Cassel, du 1er au 2 avril. Employé successivement sous les ordres des généraux O’Moran, Dampierre, Lamarche, Custine et Houchard, il donne dans toutes les circonstances des preuves d’une grande valeur.
Le 2 brumaire an II, il fait une reconnaissance sur le camp de Cysoing pour favoriser l’attaque du général Souham sur Menin. Il combat pendant cinq jours avec acharnement, force le camp du duc d’York, le contraint de se retirer sur Tournai, et charge ensuite la cavalerie impériale. Assailli pendant l’action par deux dragons ennemis, il en tue un, met l’autre en fuite, reçoit une blessure à la main, puis a un cheval tué sous lui. Il est promu au grade de général de brigade le 16 octobre 1793, et il marche sur Ath avec ses troupes, comme flanqueurs de la droite de l’armée, le 22 messidor.
Pichegru l’a chargé d’aller bloquer Condé et Valenciennes, il exécute l’ordre qu’il a reçu malgré les attaques réitérées de l’ennemi. À l’arrivée du général Scherer, qui venait de faire le siège du Quesnoy, il part pour aller assiéger la citadelle de Valenciennes. Trois fortes redoutes situées sur les glacis défendent cette forteresse. Le 10 fructidor, après avoir facilité à l’ingénieur les moyens d’ouvrir la tranchée, il attaque la redoute du centre, enlève le village à la baïonnette, se précipite le premier dans le fossé, arrache les premières palissades et s’empare des trois redoutes et du village d’Anzin. Le 22 fructidor, il est affecté à l’armée du Nord, en Hollande, on le voit, dans les premiers jours de vendémiaire an III, refouler jusque dans la place l’ennemi qui est campé devant Grave.
Le 1er brumaire an III, il franchit la Meuse à Lith, culbute les colonnes qui lui sont opposées, prend position sur la rive gauche du Waal, et enlève à la baïonnette, le 6 brumaire, le village de Heerewaarden et les redoutes qui couvraient le fort Saint-André. Le 7 nivôse, il se rend maître des lignes de Hollande, des postes retranchés qui composent ces lignes, de 36 bouches à feu, des munitions, des bagages et d’un grand nombre de prisonniers. Cette action est mise à l’ordre du jour de l’armée.
Le 23 nivôse, il s’empare, devant Gorinchem, d’une batterie composée de 9 bouches à feu. Le 28, le village de Hardinxveld tombe en son pouvoir : une pièce de six, avec ses caissons et 12 chevaux, est le prix de cette attaque. Le 30, il occupe Dordrecht, où l’on trouve 600 bouches à feu, 20 000 fusils, 15 bâtiments de transport anglais ; force le 1er pluviôse les redoutes de Dalem, en avant de Gorinchem. Loevestein et Woudrichem se rendent à la première sommation. À la fin de fructidor, il est envoyé en Zélande.
Employé pendant les ans IV, V et VI, sous les ordres des généraux en chef Moreau, Beurnonville, Joubert et Hatry, il se rend, le 4 brumaire an VI, à l’armée de Batavie, où il sert pendant les ans VII, VIII, IX et X. Il doit revenir en France lors de la réduction de l’état—major de cette armée, le 21 ventôse an XI, quand le gouvernement lui ordonne de rester en Batavie le 24 germinal. Il fait partie du camp de Compiègne le 23 floréal de la même année.
Créé membre de la Légion d’honneur le 19 frimaire an XII, il devient commandeur de la Légion d'honneur le 25 prairial suivant (14 juin 1804). Il retourne en Hollande, où il est encore le 10 thermidor an XIV, lorsqu’il prend le commandement provisoire de Flessingue et de l’île de Walcheren le 20 novembre 1806. L’année suivante, il adresse une proclamation énergique aux habitants des îles de Zélande pour les engager à s’armer et à former une légion destinée à la défendre contre l’attaque des Anglais. En 1809, l’île de Walcheren est envahie par 30 000 Anglais commandés par lord Chatam. Il combat avec la plus grande bravoure à la tête d’une poignée d'hommes ; mais il succombe, accablé par le nombre, et il est contraint de se rendre. 
Lord Chatam lui donne d’abord des témoignages publics de son estime pour sa conduite militaire, ce qui ne l’empêche pas de le faire embarquer pour l’Angleterre où il reste prisonnier. Après avoir brisé ses fers, il se sauve sur une barque ouverte, qui atteint heureusement les côtes de France.
Mis en jugement en Angleterre, et déclaré coupable par les juges du ban du roi, il ne peut obtenir, lors de son arrivée à Paris, une audience de l’Empereur, qui a d’abord approuvé ce jugement. Il parvient cependant à se justifier auprès de ce souverain, et prouve qu’il n’a point donné sa parole ni contracté aucun engagement qui pût l’empêcher de saisir la première occasion de recouvrer sa liberté.
Rentré en faveur, il est envoyé à l’armée d’Illyrie le 26 septembre 1810, obtient un commandement dans la 17e division militaire le 14 novembre 1811, passe dans la 1re division de la Grande Armée le 17 janvier 1812, fait partie du corps d’observation du Bas-Rhin en 1813, et commande enfin une subdivision dans la 32e division militaire le 24 février 1813. Le prince d’Eckmühl lui a donné l’ordre de se rendre à Hambourg, il retourne à Brême pour reprendre le commandement du département des Bouches-du-Weser le 21 septembre, revient encore une fois à Hambourg le 2 novembre suivant, est attaché à la 50e division d’infanterie.
Il meurt à Hambourg le 16 mars 1814, des suites d’une blessure qu’il a reçue, le 27 février de cette année, dans l’île de Wilhemsbourg, entre Hambourg et Haarbourg.

## Source
- « Pierre Jacques Osten », dans Charles Mullié, Biographie des célébrités militaires des armées de terre et de mer de 1789 à 1850, 1852 [détail de l’édition]
- Thierry Pouliquen, « Les généraux français et étrangers ayant servis [sic] dans la Grande Armée » (consulté le 22 août 2014)
- A. Lievyns, Jean Maurice Verdot, Pierre Bégat, Fastes de la Légion-d'honneur, biographie de tous les décorés accompagnée de l'histoire législative et réglementaire de l'ordre, Bureau de l’administration, janvier 1844, 529 p. (lire en ligne), p. 458.
- Georges Six, Dictionnaire biographique des généraux & amiraux français de la Révolution et de l'Empire (1792-1814), Paris : Librairie G. Saffroy, 1934, 2 vol., p. 273-274